# 五東由衣
五東 由衣（ごとう ゆい、1964年4月28日 - ）は、日本のミュージカル女優。旧芸名：後藤 由里。
神奈川県藤沢市出身。 武蔵野音楽大学器楽学科ピアノ専攻卒
2010年まで劇団四季に所属。
『アイーダ』アムネリス役や『マンマ・ミーア!』ドナ・シェリダン役、『オペラ座の怪人』クリスティーヌ役、『美女と野獣』ベル役を演じた。
えりオフィス所属
洗足学園音楽大学ミュージカルコース講師
山王病院・国際医療福祉大学東京ボイスセンターボイストレーナー

## 出演作品

### 舞台
1989年
- 『オズの魔法使い』
- 宮本亜門演出『エニシング・ゴーズ』『20世紀号に乗って』

1990年〜2010年（劇団四季）
- アイーダ（アムネリス役）
- 赤毛のアン（ステイシー先生役、スローン夫人役）
- エルリック・コスモスの239時間（エルコス役）
- オペラ座の怪人（クリスティーヌ・ダーエ役）
- 壁抜け男 （イザベル役）
- キャッツ（ジェミマ役、ジェリーロラム=グリドルボーン役）
- 劇団四季 ソング&ダンス55ステップス（ボーカルパート）
- サウンド・オブ・ミュージック（エルザ役）
- ドリーミング（猫のチレット役、牛乳役）
- 人間になりたがった猫 （ジリアン役、パン屋役）
- ふたりのロッテ （イレーネ役、マーサ役）
- 美女と野獣（ベル役）
- マンマ・ミーア!（ドナ・シェリダン役）
- ミュージカル李香蘭（李愛蓮役）

2012年
- 2月『ママともえみの約束』ママ
- 3月『CARE WAVE AID vol.3』
- 5月　韓国ミュージカル『パルレ』ヒジョンちゃんママ

2015年
- 2・3月　THE REDFACE『呑象』
- 4月　ミュージカル『ホンク！』
- 9月　THE REDFACE『東京の王様』（名古屋・横浜公演）
- 11月ピュアマリーオリジナルミュージカル　メーテルリンク作『青い鳥』

2016年
- 5月　THE REDFACE『opera comic Carmen』
- ７月　THE REDFACE『羅馬から来た、サムライ』（名古屋・東京公演）
- 9月　浅利慶太プロデュース『ミュージカル李香蘭』（李愛蓮役）
- 9月　THE REDFACE『opera comic Carmen』

2017年
- 3月　浅利慶太プロデュース『オンディーヌ』（王妃イゾルデ役）
- 6月〜7月 劇団BDP公演『Grow me up!』俳優座劇場（リンジー役）
- 11月～12月 ツキステ。第5幕『Rabbits KIngdom』大阪・東京公演（鳥族の女王・カラヴィンカ役）

2018年
- 2月　湘南OPERA「CARMEN」（ミカエラ役）
- 7月　ツキプロ文化祭2018SUMMER「月夜百鬼夜行外伝」
- 9月　山のバッキャロー！！富岡製糸場（前編）

2019年
- 1月　Carmen Opera Comic　名古屋公演 (ミカエラ役）
- 2月　雪のバッキャロー！！富岡製糸場（後編）
- 4月　Carmen Opera Comic　横浜公演（ミカエラ役）
- 8月　ピュアマリーオリジナルミュージカル　メーテルリンク作『青い鳥』
- 9月　2.5次元ダンスライブ『S.Q.S（スケアステージ）』Episode4

### コンサート
2011年
- 7月　五東由衣チャリティーコンサートvol.1
- 11月　五東由衣コンサートvol.2

2012年
- 3月　ミュージカルヒストリー
- 6月　星空ミュージカルコンサートvol.1（大松閣）
- 9月　ひまわりメモリアル・コンサート
- 10月　The Harmony〜DIVAの饗宴　ミュージカルの調べと共に〜

2013年
- 3月　The Harmony〜DIVAの饗宴VOL.2〜Phantom Kingdom　音楽の王国〜
- 5月　五東由衣コンサート（名古屋）
- 6月　星空ミュージカルコンサートvol.2（大松閣）
- 8月　五東由衣コンサートvol.3
- 12月 クリスマスミュージカルコンサート（大松閣）
- 12月 藤沢市民クリスマスコンサート

2014年
- 6月　星空ミュージカルコンサートvol.3（大松閣）
- 7月　見果てぬ夢　沢木塾ミュージカルコンサート
- 7月　有希九美＆五東由衣〜ハートフル　ナイト〜
- 9月　五東由衣　Talk&Live
- 11月　五東由衣コンサートvol.4
- 12月　クリスマスミュージカルコンサート（大松閣）

2015年
- 2月　花岡久子＆五東由衣　Talk&Live
- 5月  花岡久子＆五東由衣 Tia  Talk&Live
- 6月　五東由衣　ミュージカルの花束
- 6月　星空ミュージカルコンサート（大松閣）
- 12月　クリスマスミュージカルコンサート（大松閣）

2016年
- 6月　星空ミュージカルコンサート
- 12月　クリスマスミュージカルコンサート（大松閣）
- 12月　X'mas Concert　～Singo ＆ Yui ＆ Yuri ＆ Shingo～

2017年
- 6月　大松浪漫（大松閣）
- 7月　The Harmony DIVAの響宴～Mamma DIVA！～
- 11月　グローバル　サロンコンサート（㈱グローバルユースビューロー主催）

2018年
- 6月　木になる郷 de Night Fever（大松閣）
- 7月　親子で楽しむコンサート　お姉さんと一緒（主催）

2019年
- 1月　おせちライブ（かなで大倉山）
- 3月　Spring ミュージカルソングコンサート
- 4月　Birthdayコンサート
- 7月　歌会　お姉さんと一緒
- 9月　GROOOOVIN THE DRIVE!!（大松閣）
- 10月 親子コンサート

2020年
- 1月　ディナーコンサート（群馬県太田市八王子農園）

### 映画
2014年
- 10月
  - LAST LOVE / 愛人（火野正平主演）
  - 妻が恋した夏（宮地真緒主演）

### CMナレーション
- NTT
- ロッテ「小梅ちゃん」
- 明治「ブリックパック」
- シオノギ製薬「セデス」
- 劇団四季「クレイジーフォーユー」
- 劇団四季「赤毛のアン」
- 劇団四季「美女と野獣」

### 東北支援活動
- 2011年12月　岩手県釜石市　じんりきプロジェクト
- 2013年11月　岩手県山田町・陸前高田市　オープンハートの会
- 2014年 8月　宮城県「宮城野の里」訪問 ミニコンサート

### TV出演
- 2014年8月　千葉テレビ「日曜いい朝7時」初回ゲスト

### その他
- 2015年11月3日　伊勢神宮外宮奉音（伊勢神宮外宮　勾玉池奉納舞台にて歌を奉納する）
- 2017年5月1日　  子持神社奉音（渋川市子持神社大例祭にて歌を奉納する）
- 山王病院・国際医療福祉大学東京ボイスセンターをはじめとしてボイストレーニングの指導やワークショップ・地域の高齢者を対象とした音楽療法も行っている。
- 2016年・2020年　群馬県立女子大学公開授業講師